# Téglás
Téglás je mesto na Madžarskem, ki upravno spada pod podregijo Hajdúhadházi Županije Hajdú-Bihar.